# Carnets de voyage
Pour plus de détails, voir Fiche technique et Distribution.
Carnets de voyage (Diarios de motocicleta) est un film brésilien, chilien, américain, péruvien et argentin du réalisateur brésilien Walter Salles, sorti en 2004.
Le scénario est inspiré des livres d'Ernesto « Che » Guevara et Alberto Granado qui racontent le voyage à travers l'Amérique du Sud que les deux hommes ont accompli en 1952. Au fil des rencontres effectuées et des injustices sociales et de la misère dont il est le témoin, le voyage transformera radicalement le jeune Che Guevara. Le film a été favorablement accueilli par le public et la critique et a remporté de nombreux prix, dont l'Oscar de la meilleure chanson originale et deux BAFTA Awards.

## Synopsis
Le 4 janvier 1952, Alberto Granado, biochimiste de presque 30 ans, et Ernesto Guevara, âgé de 23 ans, bientôt 24, et prochainement diplômé de médecine, quittent Buenos Aires pour un long périple à travers l'Amérique du Sud qui doit leur faire traverser l'Argentine, le Chili, le Pérou, la Colombie et atteindre Caracas en quatre mois et demi, à temps pour l'anniversaire de Granado. Ils sont équipés pour cela d'une vieille moto (une Norton 500 cm3) datant de 1939, surnommée « La Vigoureuse » (La Poderosa en espagnol).
Leur circuit prévoit notamment divers arrêts : en Argentine, à Miramar, San Martín de los Andes, lac Frías, lac Nahuel Huapi ; au Chili, à Temuco, Los Angeles, Valparaíso, désert d'Atacama, Chuquicamata ; au Pérou, à Cuzco, Machu Picchu, Lima, à la colonie de lépreux de San Pablo (es) ; en Colombie, à Leticia ; au Venezuela, à Caracas.
Au début de leur périple, le duo s'arrête quelques jours à Miramar où Ernesto retrouve Chichina, sa petite amie. Leur tente s'envole alors qu'ils tentent de l'installer à Piedra del Aguila, alors qu'ils se trouvent à 1 800 km de Buenos-Aires. Ils passent par Bariloche et arrivent au lac Frías le 15 février. La moto commence à avoir de sérieux problèmes mécaniques lors du passage de la cordillère des Andes. Après Temuco, au Chili, ils doivent fuir précipitamment un bal populaire alors qu'ils sont poursuivis par le mari d'une jeune femme que Guevara voulait séduire. Un peu après Los Ángeles, la moto devient inutilisable et ils sont contraints de continuer à pied et en auto-stop.
À Valparaíso, où ils arrivent le 7 mars, Ernesto apprend par une lettre de Chichina que celle-ci rompt avec lui. En traversant le désert d'Atacama, les deux amis rencontrent un couple d'Indiens chassés de chez eux et forcés de prendre la route en raison de leurs convictions communistes. Les deux jeunes leur avouent avec un peu de honte qu'ils voyagent quant à eux seulement pour le plaisir de voyager. Ils les accompagnent jusqu'à la mine de cuivre de Chuquicamata au Chili, exploitée par Anaconda, où Ernesto découvre avec colère le rude traitement infligé aux mineurs.
Ils arrivent ensuite à Cuzco, au Pérou, et rencontrent des Indiens qui ont été chassés de leurs terres. Ils découvrent aussi la splendeur du Machu Picchu, ce qui amène Ernesto à se demander comment une civilisation capable de bâtir un site d'une telle beauté a pu être détruite pour céder la place à des villes sales et polluées telles que Lima. Les injustices dont ils sont témoins transforment une simple aventure en un éveil de leur esprit social. Ils rencontrent à Lima le Dr Pesce qui les recueille chez lui avant de les envoyer à la léproserie de San Pablo, près d'Iquitos, où ils doivent travailler comme bénévoles pendant trois semaines.
Ils sont accueillis à la léproserie par le Dr Bresciani et Ernesto y observe la division métaphorique de la société sud-américaine avec l'équipe médicale vivant sur une rive de l'Amazone alors que les malades les plus gravement atteints vivent sur l'autre. Ernesto noue des liens étroits avec plusieurs malades. Juste avant leur départ, une soirée est donnée pour l'anniversaire d'Ernesto qui fait son premier discours politique à l'occasion d'un toast. Plus tard, il traverse l'Amazone à la nage, malgré son asthme, afin de passer le reste de la nuit avec les malades. Le duo part ensuite pour Caracas et y arrive après un voyage qui aura finalement duré près de 8 mois. Comme ils se font leurs adieux, Granado avoue à Ernesto avoir menti sur la date supposée de son anniversaire, qui était juste un prétexte censé servir de motivation, et Ernesto lui répond qu'il le savait depuis le début...

## Fiche technique
- Titre : Carnets de voyage
- Titre original : Diarios de motocicleta
- Réalisation : Walter Salles
- Scénario : José Rivera d'après les livres Voyage à motocyclette, de Che Guevara, et Sur la route avec Che Guevara, d'Alberto Granado
- Décors : Carlos Conti
- Costumes : Beatriz de Benedetto et Marisa Urruti
- Photographie : Éric Gautier
- Montage : Daniel Rezende
- Musique : Gustavo Santaolalla
- Production : Michael Nozik, Edgard Tenenbaum et Karen Tenkhoff
- Sociétés de production : Film4 Productions, BD Cine
- Sociétés de distribution : Buena Vista International (Argentine), Focus Features (États-Unis), Diaphana Films (France), Pathé Distribution (Royaume-Uni)
- Pays d'origine :  Argentine
- Langues originales : espagnol, quechua, mapudungun
- Formats : Couleur - 1,85:1 - son Dolby Digital - 35 mm
- Genre : Road movie, Drame
- Durée : 126 minutes
- Dates de sortie :
  - Festival du film de Sundance : 15 janvier 2004
  -  Brésil : 7 mai 2004
  -  Argentine : 29 juillet 2004
  -  France,  Belgique,  Suisse romande : 8 septembre 2004
  -  Canada : 8 octobre 2004

## Distribution
- Gael García Bernal : Ernesto Guevara
- Rodrigo de la Serna : Alberto Granado
- Mia Maestro : Chichina Ferreyra
- Jorge Chiarella : Dr Bresciani
- Gustavo Bueno : Dr Hugo Pesce
- Mercedes Morán : Celia de la Serna
- Jean Pierre Noher : Ernesto Guevara Lynch
- Facundo Espinosa (en) : Tomas Granado
- Jaime Azócar : le régisseur de la mine

## Production
Afin de s'imprégner au mieux son rôle, Gael García Bernal s'est préparé pendant six mois, lisant les biographies de Che Guevara, se rendant à Cuba pour discuter avec sa famille et avec Alberto Granado. Il adopte également l'accent argentin et lit les œuvres de José Martí, Karl Marx et Pablo Neruda (le poète préféré du Che). Bernal commente au sujet de cette préparation intensive : « Je me sens investi d'une grande responsabilité. Je veux jouer mon rôle au mieux en raison de ce que Che Guevara représente dans le monde entier. C'était un romantique qui avait une conscience politique qui a changé l'Amérique latine ».
Le tournage se déroule à travers toute l'Amérique du Sud, en Argentine (Buenos Aires, Miramar, San Martín de los Andes et lac Nahuel Huapi), au Chili (Temuco, Los Ángeles, Valparaíso, Chuquicamata et désert d'Atacama), au Pérou (Cuzco, Machu Picchu, Lima, léproserie de San Pablo), ainsi qu'à Leticia, en Colombie, et à Caracas, au Venezuela.

## Accueil
Le film est présenté pour la première fois au public le 15 janvier 2004 lors du festival du film de Sundance, où il reçoit une ovation debout. Il remporte un important succès commercial pour un film sud-américain, rapportant 57 663 224 $ au box-office mondial (dont 16 781 387 $ aux États-Unis et au Canada). Il réalise 797 913 entrées en France, 171 020 en Belgique, 129 304 en Suisse et 93 929 au Québec.
| Pays        | Box-office   | Pays             | Box-office  | Pays         | Box-office |
| ----------- | ------------ | ---------------- | ----------- | ------------ | ---------- |
| États-Unis  | 16 781 387 $ | Espagne          | 1 807 447 $ | Danemark     | 418 818 $  |
| Italie      | 5 106 046 $  | Suisse           | 1 431 783 $ | Autriche     | 355 043 $  |
| Royaume-Uni | 4 914 286 $  | Belgique         | 1 289 018 $ | Portugal     | 349 930 $  |
| France      | 4 400 638 $  | Nouvelle-Zélande | 739 114 $   | Corée du Sud | 207 899 $  |
| Allemagne   | 3 441 697 $  | Pays-Bas         | 622 100 $   | Turquie      | 188 915 $  |
| Mexique     | 2 914 488 $  | Norvège          | 533 433 $   | Chili        | 180 251 $  |
| Brésil      | 2 697 043 $  | Grèce            | 491 500 $   | Taïwan       | 166 606 $  |
| Australie   | 2 639 811 $  | Argentine        | 471 133 $   | Suède        | 135 979 $  |

Il a été bien reçu par la critique, recueillant 84 % de critiques positives, avec une note moyenne de 7,5/10 et sur la base de 154 critiques collectées, sur le site internet Rotten Tomatoes. Il obtient un score de 75/100, sur la base de 37 critiques, sur Metacritic.
En France, il obtient une note moyenne de 3,9/5 sur la revue de presse d'Allociné. Le Figaroscope évoque « une belle œuvre humaniste, simple et généreuse » ; Le Monde une « chevauchée initiatique et picaresque » « passant de séquences comiques à des moments prémonitoires comme on en trouve dans les biographies de grands hommes » ; Positif un « formidable récit d'apprentissage » doublé d'un « hommage au continent sud-américain » ; Télérama un « road-movie envoûtant » et « une lumineuse odyssée » ; L'Humanité un film « plutôt réussi » avec des acteurs qui « emportent la conviction » ; et Libération une œuvre « qui fait souvent vibrer » mais où « manque l'étincelle qui mettrait le feu à la mythologie attendue ». Première est plus partagé, regrettant que le sujet ne prenne « sa véritable dimension, spirituelle et humaine, que dans le dernier tiers du récit » ; alors que Les Cahiers du cinéma et Les Inrockuptibles délivrent des critiques négatives, évoquant respectivement un film épuré « de toute trace de politique » et un « récit cousu de fil blanc » à la « mise en scène quelconque ».

## Distinctions
Sauf mention contraire, cette liste provient d'informations de l'Internet Movie Database.

### Récompenses
- Festival de Cannes 2004 (sélection officielle) :
  - Prix François-Chalais.
  - Prix du jury œcuménique.
  - Éric Gautier (directeur de la photographie) obtient le Prix Vulcain de l'artiste technicien pour son travail sur le film et sur Clean (également en compétition).
- Festival international du film de Saint-Sébastien - Prix du public en 2004.
- Prix du public au Festival international du film norvégien de 2004.
- Oscar de la meilleure chanson originale pour Al otro lado del río de Jorge Drexler en 2005.
- BAFTA Awards du meilleur film en langue étrangère et de la meilleure musique de film en 2005.
- Prix Goya de la meilleure adaptation en 2005.
- Independent Spirit Awards de la meilleure photographie et de la meilleure révélation masculine (Rodrigo de la Serna) en 2005.
- Prix ACE du meilleur acteur (Gael García Bernal), du meilleur réalisateur et du meilleur second rôle masculin (Rodrigo de la Serna) en 2005.

### Nominations
- Prix du cinéma européen du meilleur film non-européen en 2004.
- Oscar du meilleur scénario adapté en 2005.
- Golden Globe du meilleur film étranger en 2005.
- BAFTA Awards du meilleur film, du meilleur scénario adapté, du meilleur acteur (Gael Garcia Bernal), du meilleur second rôle masculin (Rodrigo de la Serna) et de la meilleure photographie en 2005.
- César du meilleur film étranger en 2005.
- Satellite Awards du meilleur film étranger et du meilleur acteur (Gael Garcia Bernal) en 2005.
- Critics Choice Award du meilleur film étranger en 2005.
- Independent Spirit Award du meilleur réalisateur en 2005.
- Chlotrudis Award du meilleur scénario adapté en 2005.
- Prix ACE du meilleur film en 2005.

### Revue de presse
- David Groison, « Comment Ernesto est devenu le Che », Phosphore no 274, Groupe Bayard, Montrouge, septembre 2004, p. 8-9,  (ISSN 0249-8138)